# Эш, Кори
Ко́ри А́лан Эш (англ. Corey Alan Ashe; родился 14 марта 1986 года в Верджиния-Бич, США) — американский футболист, левый защитник, наиболее известный по выступлениям за клуб MLS «Хьюстон Динамо».

## Клубная карьера

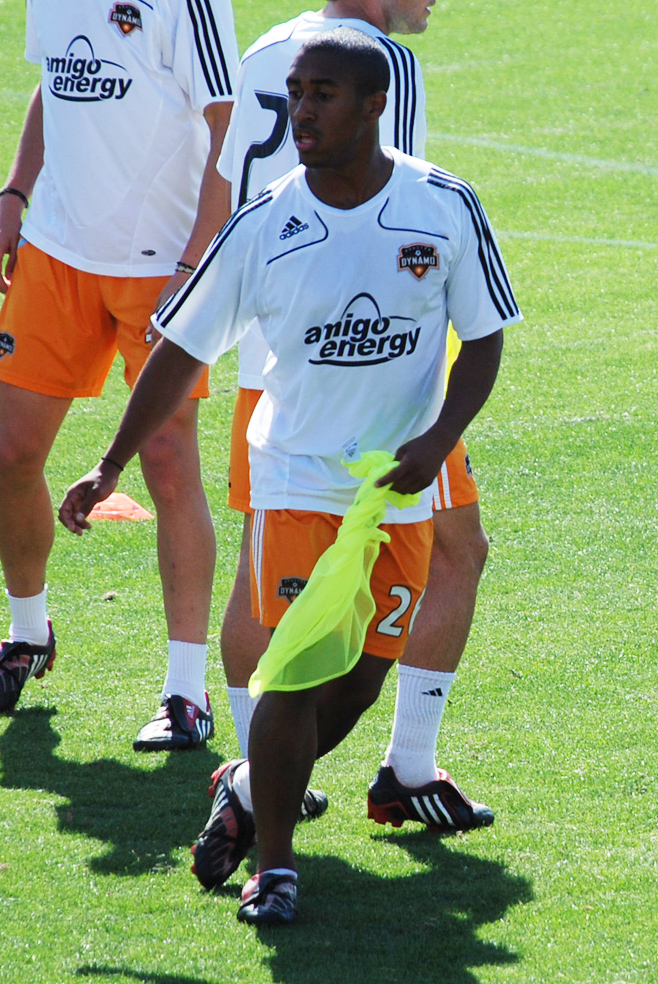
Эш на тренировке «Хьюстон Динамо»

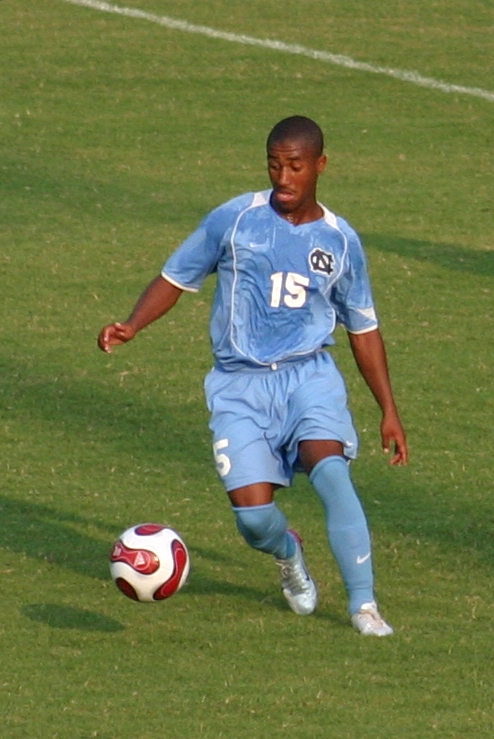
Кори в составе «Северная Каролина Тар Хилз»

### Ранняя карьера
В 2001 году Кори начал заниматься футболом в IMG Soccer Academy. В 2003 году он поступил в Университет Северной Каролины в Чапел-Хилл и во время обучения выступал за её футбольную команду «Тар Хилз». После окончания учебы Эш подписал контракт с клубом USL Premier Development League «Верджиния-Бич Сабмаринерс». В сезоне 2006 года он провел за новую команду более 10 матчей и забил 3 мяча.

### Карьера в MLS
На драфте 2007 года Эш был выбран «Хьюстон Динамо». В своем первом сезоне в MLS Кори сыграл 22 матча, но почти во всех выходил на замену, а также выиграл лигу. 29 мая 2008 года в поединке против «Далласа» он забил свой первый гол за «Хьюстон». Только начиная с сезона 2010 года Эш стал основным защитником команды. 27 июля 2011 года Кори принял участие в Матче всех звезд MLS против «Манчестер Юнайтед».
Летом 2015 года Эш перешёл в «Орландо Сити». 19 июля в матче против «Нью-Йорк Ред Буллз» он дебютировал за новую команду.
Перед сезоном MLS 2016 Эш присоединился к «Коламбус Крю». По окончании сезона клуб не стал далее продлевать договор с игроком.

## Международная карьера
В 2008 году в составе олимпийской сборной США Эш принял участие в Турнире в Тулоне. В 2013 году Кори попал в заявку сборной США на участие в домашнем розыгрыше Золотого кубка КОНКАКАФ. На турнире он хоть и завоевал золотые медали, но был запасным и не провел на поле ни минуты.

## Достижения
Клубные
 «Хьюстон Динамо»
- MLS — 2007

Международные
 США
- Золотой кубок КОНКАКАФ — 2013